# Triamcinolon
Triamcinolon (lek sa nizom trgovačkih imena: Kenalog, Aristocort, Nasacort, Tri-Nasal,  Azmacort, Trilone, Volon A, Tristoject, Fougera, Tricortone,Triesence) je sintetički kortikosteroid koji se može daviti oralno, putem injekcija, inhalaciono, ili topikalno upotrebom ulja ili krema.

## Upotreba
Triamcinolon se koristi za nekoliko različitih oboljenja, kao što su ekcem, psorijaza, artritis, alergije, ulcerozni kolitis, lupus, simpatička oftalmija, temporalni arteritis, uveitis, i okularna inflamacija, vizuelizacija u toku vitrektomije, i u prevenciji astmatičnih napada. On ne može pomoći kod astmatičnog napada koji je već počeo.

## Prodajni oblici
Različite soli triamcinolona su dostupne, uključujući acetonid, benetonid, furetonid, heksacetonid i diacetat.
Triamcinolon acetonid je potentniji tip triamcinolona. On je oko 8 puta efektivniji od prednizona.

## Nuspojave
Nuspojave triamcinolona uključuju upalu grla, krvarenje nosa, pojačano kašljanje, glavobolju, i curenje nosa. Bele mrlje u grlu i nosu indiciraju ozbiljne nuzpojave. Simptomi alergijske reakcije su osip, svrab, podnadulost, jaka nesvestica, i problemi disanja.
Dodatna nuspojava kod žena je produženi menstrualni ciklus.

## Spoljašnje veze
- Medline Plus
- MayoClinic

|  | Molimo Vas, obratite pažnju na važno upozorenje u vezi sa temama iz oblasti medicine (zdravlja). |